# Ingrassatore

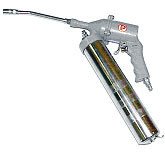
Ingrassatore pneumatico

L'ingrassatore è un utensile per lubrificare. 

## Descrizione
Somiglia a una pistola e inietta grasso nei punti d'ingrassaggio attraverso una tubazione flessibile alla cui estremità v'è un ugello. Tra i numerosi tipi in commercio si annoverano:
- Con pompa a mano, il grasso contenuto nel cilindro è spinto nella tubazione ed espulso dall'ugello grazie alla pressione di una leva che aziona una piccola pompa collocata all'interno.
- A mano, somiglia a una grossa siringa in cui il grasso viene espulso dall'ugello grazie al movimento manuale del pistone.
- Pneumatico, il grasso viene spinto verso l'ugello ed espulso grazie ad aria compressa; si usa di solito collegandolo a un compressore.